# العلاقات الفلبينية السورينامية
العلاقات الفلبينية السورينامية هي العلاقات الثنائية التي تجمع بين الفلبين وسورينام.

## مقارنة بين البلدين
هذه مقارنة عامة ومرجعية للدولتين:
| وجه المقارنة                                              | الفلبين                       | سورينام                        |
| --------------------------------------------------------- | ----------------------------- | ------------------------------ |
| المساحة (كم2)                                             | 343.45 ألف                    | 163.27 ألف                     |
| عدد السكان (نسمة)                                         | 104.92 مليون                  | 563.40 ألف                     |
| الكثافة السكانية (ن./كم²)                                 | 305.49                        | 3.45                           |
| العاصمة                                                   | مانيلا                        | باراماريبو                     |
| اللغة الرسمية                                             | اللغة الفلبينية، لغة إنجليزية | اللغة الهولندية                |
| العملة                                                    | بيسو فلبيني                   | دولار سورينامي، غيلدر سورينامي |
| الناتج المحلي الإجمالي (بليون دولار)                      | 313.60 مليار                  | 3.32 مليار                     |
| الناتج المحلي الإجمالي (تعادل القوة الشرائية) بليون دولار | 743.90 مليار                  | 9.07 مليار                     |
| الناتج المحلي الإجمالي الاسمي للفرد دولار أمريكي          | 2.90 ألف                      | 9.48 ألف                       |
| الناتج المحلي الإجمالي للفرد دولار أمريكي                 | 7.39 ألف                      | 16.64 ألف                      |
| مؤشر التنمية البشرية                                      | 0.668                         | 0.714                          |
| رمز المكالمات الدولي                                      | +63                           | +597                           |
| رمز الإنترنت                                              | .ph                           | .sr                            |
| المنطقة الزمنية                                           | توقيت الفلبين                 | 00                             |

## منظمات دولية مشتركة
يشترك البلدان في عضوية مجموعة من المنظمات الدولية، منها:
| علم المنظمة | اسم المنظمة                        | تاريخ انضمام الفلبين | تاريخ انضمام سورينام |
| ----------- | ---------------------------------- | -------------------- | -------------------- |
|             | يونسكو                             | 21 نوفمبر 1946       | 16 يوليو 1976        |
|             | وكالة ضمان الاستثمار متعدد الأطراف | 8 فبراير 1994        | 2 يوليو 2003         |
|             | الأمم المتحدة                      | 24 أكتوبر 1945       | 4 ديسمبر 1975        |
|             | الاتحاد البريدي العالمي            | ?                    | ?                    |
|             | البنك الدولي للإنشاء والتعمير      | 27 ديسمبر 1945       | 27 يونيو 1978        |
|             | المنظمة الهيدروغرافية الدولية      | ?                    | ?                    |
|             | الاتحاد الدولي للاتصالات           | 25 مايو 1912         | 15 يوليو 1976        |
|             | منظمة حظر الأسلحة الكيميائية       | ?                    | ?                    |
|             | مؤسسة التمويل الدولية              | 12 أغسطس 1957        | 1 سبتمبر 2011        |
|             | منظمة التجارة العالمية             | 1995                 | ?                    |
|             | منظمة الشرطة الجنائية الدولية      | ?                    | ?                    |

## وصلات خارجية
- موقع وزارة الخارجية الفلبينية
- موقع وزارة الخارجية السورينامية